# Maskenkugelfisch
Der Maskenkugelfisch (Arothron diadematus) lebt endemisch in korallenreichen Saumriffen des Roten Meeres in Tiefen von zwei bis zwanzig Metern. Er ist sehr nah mit dem Schwarzpunkt-Kugelfisch (Arothron nigropunctatus) aus dem Indopazifik verwandt und wird von einigen Wissenschaftlern dieser Art zugeordnet.
Maskenkugelfische sind schmutzigweiß. Charakteristisch ist ein breites, dunkelbraunes Band, das sich über die Augen bis zu den Ansätzen der Brustflossen zieht. Die Maulregion, die Rücken- und Afterflosse sind ebenfalls braun. Die Fische werden 30 Zentimeter lang. Die Haut ist schuppenlos und mit kleinen Stacheln bedeckt.
Sie leben bodennah, sind einzelgängerisch und territorial und ernähren sich von Schnecken, Muscheln, Krebstieren und Korallen.